# Dicyanoetyn
Dicyanoetyn, dicyanoacetylen, kolsubnitrid eller 2-butyndinitril (IUPAC), med den kemiska formeln C4N2 eller NC4N, är en kemisk förening bestående av grundämnena kol och kväve. Strukturen är linjär med alternerande trippel- och enkelbindningar. Föreningen kan betraktas som etyn (acetylen) med väteatomerna ersatta av cyanogrupper.
Vid rumstemperatur är dicyanoetyn en klar vätska eller nålformiga färglösa kristaller (smältpunkten är 20,5 °C). På grund av sin höga endoterma bildningsentalpi (ΔHf0298 = 500,4 kJ/mol) kan dicyanoetyn explodera till kolpulver och kvävgas. Ämnet brinner i syrgas vid en temperatur av ungefär 4990 °C (5260 K), vilket är den högsta kända förbränningstemperaturen för något ämne.
Dicyanoetyn syntetiserades först av Charles Moureu och J. C. Bongrand 1909.
Moln av dicyanoetyn-is har konstaterats i saturnusmånen Titans atmosfär.
Dicyanoetyn irriterar luftvägarnas slemhinnor och antänds spontant vid 130 °C i luft.